# Швидкісна автострада Кьонбу
Швидкісна автострада Кьонбу (кор. 경부고속도로; Gyeongbu Gosokdoro) (Азійська мережа автомобільних доріг) — є другою найстарішою та найбільш завантаженою швидкісною магістраллю в Південній Кореї, що сполучає Сеул із Сувоном, Теджоном, Гумі, Тегу, Кенджу, Ульсаном і Пусаном. Має номер маршруту 1, що свідчить про його роль як найважливішої швидкісної магістралі Південної Кореї. Загальна протяжність від Сеула до Пусана становить 416 кілометри, а встановлене обмеження швидкості становить 100 км/год, що контролюється головним чином камерами контролю швидкості.

## Історія
Натхненний автобаном під час поїздки до Німеччини, президент Південної Кореї Пак Чон Хі запропонував будівництво швидкісної автомагістралі Кьонбу як передвиборчу обіцянку в 1967 році. 
- Лютий 1968 року — будівництво розпочато за розпорядженням президента Південної Кореї Пак Чон Хі, який призначив Пак Мен Кеуна відповідальним за будівництво.
- 21 грудня 1968 р. — відрізок Сеул-Сувон відкривається для руху.
- 30 грудня 1968 р. — відрізок Сувон-Осан відкрито для руху.
- 29 вересня 1969 р. — сегмент Осан-Чхонан відкривається для руху.
- 10 грудня 1969 р. — відрізок Чхонан-Теджон відкрито для руху.
- 19 грудня 1969 р. — відрізок Пусан-Тегу (через Кенджу) відкрито для руху.
- 7 липня 1970 р. — остання ділянка, гірська ділянка Теджон-Тегу, відкрита для руху, завершуючи будівництво першої в Південній Кореї міжміської швидкісної дороги з обмеженим доступом.
- Грудень 1987 р. — розпочинаються роботи з розширення до шести смуг у вибраних районах. До 1996 року деякі території розширюють до 8 або 10 смуг.
- Лютий 1995 р. — Між північною кінцевою станцією та Синтанджіном відкрито смугу для автобусів (по суті HOV-9) на важливі свята.
- 14 липня 2000 року — вісім автомобілів, у тому числі три автобуси та п'ятитонна вантажівка, зіткнулися поблизу Гімчхона, у результаті чого 18 загинуло та понад 100 отримали поранення.
- 25 серпня 2001 р. — усі швидкісні дороги в Південній Кореї реорганізовано за зразком Системи міждержавних автомагістралей США. Маршрут Gyeongbu Expressway номер 1 є єдиним, який не змінюється; однак його кілометрові позначки змінюються з прогресії північ-південь на південь-північ.
- Грудень 2002 р. — Корейська національна корпорація швидкісних автострад передає контроль над 9 найпівнічнішими км відрізка швидкісної дороги (між мостом Янчже та Ханнам) до міста Сеул.
- 1 липня 2008 р. — обмеження руху автобусних смуг між Сеулом і Осаном (Сінтанджін у вихідні дні) стає щоденним із 6:00 до 22:00. 1 жовтня це змінено на 7:00-21:00 у будні та з 9:00 до 21:00 у вихідні.